# Danh sách đạo diễn có doanh thu cao nhất
Đây là danh sách (có thể không chính xác) của các đạo diễn phim có doanh thu cao nhất mọi thời đại. Danh sách này không được tính theo lạm phát.

## Trên toàn thế giới
| Hạng | Tên               | Phim có doanh thu cao nhất                                        | Tổng doanh thu phòng vé trên toàn thế giới |
| ---- | ----------------- | ----------------------------------------------------------------- | ------------------------------------------ |
| 1    | Steven Spielberg  | Công viên kỷ Jura ($1.030 tỉ)                                     | $10,548,456,861                            |
| 2    | Anh em nhà Russo  | Avengers: Hồi kết ($2.795 tỉ)                                     | $6,844,248,566                             |
| 3    | Peter Jackson     | Chúa tể của những chiếc nhẫn: Sự trở lại của nhà vua ($1.120 tỉ)  | $6,546,042,615                             |
| 4    | Michael Bay       | Robot Đại Chiến: Vùng Tối Của Mặt Trăng ($1.123 tỉ)               | $6,443,668,117                             |
| 5    | James Cameron     | Avatar ($2.789 tỉ)                                                | $6,235,731,293                             |
| 6    | David Yates       | Harry Potter và Bảo bối Tử thần – Phần 2 ($1.341 tỉ)              | $5,983,939,913                             |
| 7    | Christopher Nolan | Kỵ sĩ bóng đêm trỗi dậy ($1.084 tỉ)                               | $4,704,255,828                             |
| 8    | J. J. Abrams      | Star Wars: Thần lực thức tỉnh ($2.068 tỉ)                         | $4,625,988,452                             |
| 9    | Tim Burton        | Alice ở xứ sở thần tiên ($1.025 tỉ)                               | $4,412,653,899                             |
| 10   | Jon Favreau       | Vua sư tử ($1.656 tỉ)                                             | $4,333,849,545                             |
| 11   | Robert Zemeckis   | Forrest Gump ($679.8 triệu)                                       | $4,329,877,462                             |
| 12   | Ron Howard        | Mật mã Da Vinci ($767.8 triệu)                                    | $4,300,016,511                             |
| 13   | Ridley Scott      | Người về từ Sao Hỏa ($630.1 triệu)                                | $4,207,154,043                             |
| 14   | Chris Columbus    | Harry Potter và Hòn đá Phù thủy ($978.0 triệu)                    | $4,093,167,888                             |
| 15   | Roland Emmerich   | Ngày độc lập ($807.4 triệu)                                       | $3,953,600,182                             |
| 16   | Bryan Singer      | Bohemian Rhapsody: Huyền thoại ngôi sao nhạc rock ($903.6 triệu)  | $3,733,688,114                             |
| 17   | Pierre Coffin     | Minions ($1.159 tỉ)                                               | $3,713,742,291                             |
| 18   | Gore Verbinski    | Cướp biển vùng Caribbe 2: Chiếc rương tử thần ($1.066 tỉ)         | $3,684,949,039                             |
| 19   | James Wan         | Fast & Furious 7 ($1.515 tỉ)                                      | $3,660,552,105                             |
| 20   | George Lucas      | Chiến tranh giữa các vì sao: Tập I – Hiểm họa bóng ma ($1.027 tỉ) | $3,448,142,176                             |

## Bắc Mỹ
| Hạng | Tên               | Phim có danh thu cao nhất                                       | Tổng doanh thu phòng vé nội địa |
| ---- | ----------------- | --------------------------------------------------------------- | ------------------------------- |
| 1    | Steven Spielberg  | E.T. the Extra-Terrestrial ($435.1 triệu)                       | $4,542,164,603                  |
| 2    | Michael Bay       | Transformers: Bại binh phục hận ($402.1 triệu)                  | $2,326,279,619                  |
| 3    | Anh em nhà Russo  | Avengers: Hồi kết ($854.2 triệu)                                | $2,280,821,799                  |
| 4    | J. J. Abrams      | Star Wars: Thần lực thức tỉnh ($936.6 triệu)                    | $2,185,259,572                  |
| 5    | Peter Jackson     | Chúa tể những chiếc nhẫn: Sự trở lại của nhà vua ($377.8 triệu) | $2,152,298,031                  |
| 6    | Ron Howard        | How the Grinch Stole Christmas ($260.0 triệu)                   | $2,105,111,762                  |
| 7    | Robert Zemeckis   | Forrest Gump ($330.5 triệu)                                     | $2,103,136,169                  |
| 8    | Christopher Nolan | Kỵ sĩ bóng đêm ($535.2 triệu)                                   | $2,003,864,469                  |
| 9    | Clint Eastwood    | Lính bắn tia Mỹ ($350.1 triệu)                                  | $1,980,776,749                  |
| 10   | James Cameron     | Avatar ($760.5 triệu)                                           | $1,973,102,841                  |